# Compute!'s Gazette
Compute!'s Gazette, estilizado como COMPUTE! 'S Gazette, fue una revista de informática de la década de 1980, dirigida a los usuarios de las computadoras domésticas de 8 bits de Commodore. Anunciado originalmente como The Commodore Gazette, Gazette era una revista hija de la revista Compute! orientada a ese tipo de público. Se publicó por primera vez en julio de 1983.
Compute!'s Gazette contenía tanto artículos estándar como programas de mecanografía. Muchos de estos programas eran bastante sofisticados y prolongados. Para ayudar en la entrada, Gazette publicó varias utilidades. El Corrector de pruebas automático proporcionó capacidades de suma de comprobación para los programas BASIC, mientras que los listados en el lenguaje de máquina se podían ingresar mediante MLX. A partir de mayo de 1984, se puso a disposición de los suscriptores un disquete complementario que contenía todos los programas de cada número por una tarifa adicional. La aplicación más popular de Gazette fue el procesador de textos SpeedScript. Una columna mensual titulada The VIC Magician por Michael Tomczyk presentó consejos y trucos de programación BASIC para Commodore VIC-20 y Commodore 64.
Gazette supuestamente fue rentable desde su primer número, pero hacia fines de la década de 1980, el tamaño de la revista disminuyó constantemente debido al cambio cada vez mayor de las computadoras domésticas de 8 bits a las de 16 bits.[cita requerida] La última edición independiente de Compute! 's Gazette se publicó con fecha de portada de junio de 1990. En ese momento, Compute! La marca, incluida Gazette, se vendió a los editores de Omni y Penthouse. Después de una pausa en la publicación de tres meses, Gazette reinició la publicación, esta vez como un inserto en la recién consolidada (y renombrada) Compute (edición de octubre de 1990) en lugar de como una revista separada. Continuó en esta línea hasta diciembre de 1993, después de lo cual cambió a un formato de solo disco. Debido a la disminución de la base de usuarios de Commodore, la publicación cesó por completo después del 12 de febrero de 1995. 